# ハンブルクの城壁

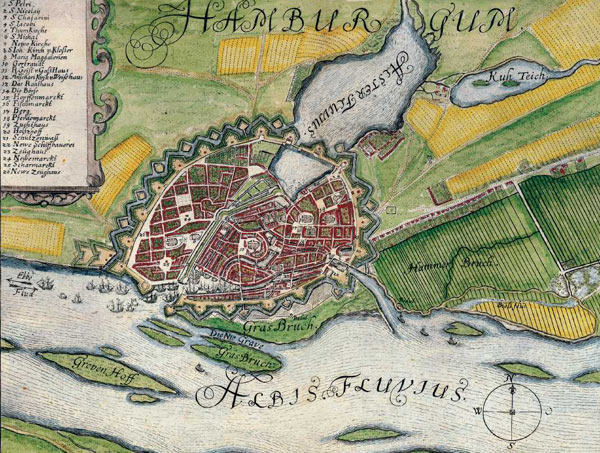
1660年のハンブルク。

ハンブルクの城壁（独: Hamburger Wallanlagen）とは、1616年から1625年にかけてハンブルクに築かれた防衛施設である。城壁は19世紀の前半に撤去され、緑地に置き換えられた。

## 城壁建設の理由

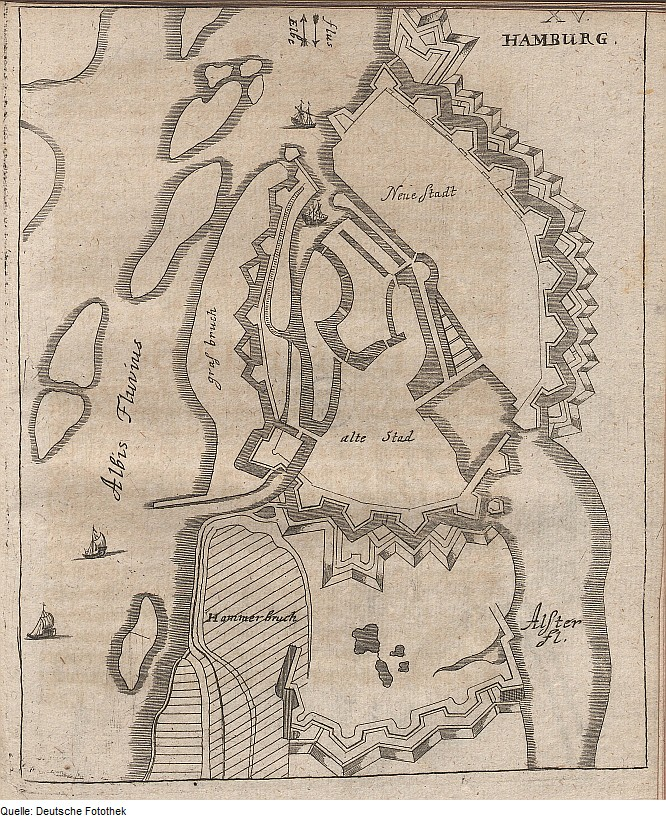
1694年のハンブルク。

ハンブルクで13世紀に建設された市壁は、早くも15世紀の終わり頃（1475年以降）から部分的に防衛施設 (de:Wall) で補強された。16世紀の終わりには、市街の全体が複数の円形砲塁 (de:Rondell) を備えた、いわゆる「新しい城壁（Neuer Wall、現在のハンブルク旧市街 (de:Hamburg-Altstadt) 西部、ノイアー・ヴァル (de:Neuer Wall) 通りは地名にこの経過を残している。）」に囲まれる。しかし、これらの防衛施設は建設の時点で旧式化しており、成長に勤しむ町の発展を制限してしまった（→古い城壁の図)。
当時、隣接していたデンマーク王国とハンブルクは潜在的な抗争状態にあり、堅固な防衛施設が必要であった。1616年、デンマーク王クリスチャン4世は軍港都市グリュックシュタット (Glückstadt) を建築させ、エルベ川の舟航を管理しようとした。これに対し、ハンブルク市民はネーデルラントの要塞建築家、ヨハン・ファン・ファルケンブルフ (de:Johan van Valckenburgh) に新たな防衛施設の建設を依頼した。

## 建築

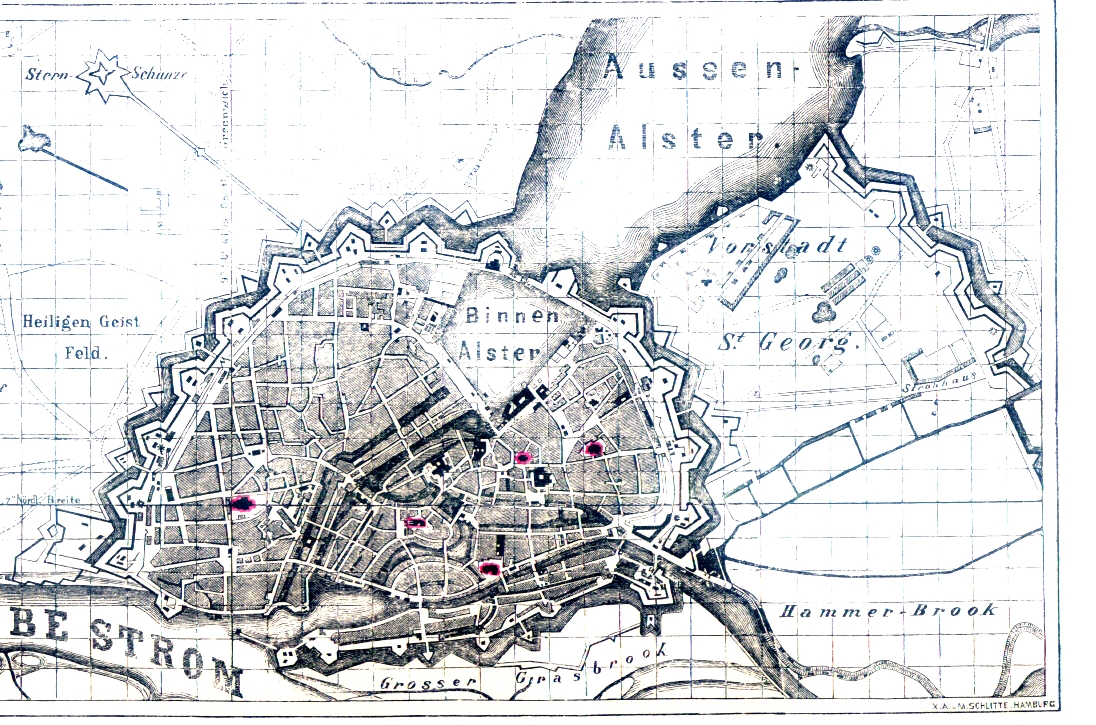
1750年の地図に見る城壁。

これらの防衛施設群はネーデルラントの模範に倣い、地上に建設されて幅広い水濠に囲まれた。ハンブルク市民は、その建設作業への参加を義務付けられた。
都市の周囲に可能な限り、城壁の閉じた輪を形成するべく水濠の一つが埋め立てられた。これ以降、アルスター湖 (Alster) は「内アルスター湖（Binnenalster）」と「外アルスター湖（Außenalster）」に分かれる。「新しい城壁」（市の東方に位置し、現在のノイアー・ヴァル通りとは異なる部分）は防衛施設群に組み込まれ、強化された。砲塁は稜堡に改築されている。こうしてハンブルクの城壁には22の稜堡が備わった。これらのうち21基は平面図上で五角形を描いており、より小さな1基は三角形に城壁からせり出していた。全ての稜堡には、名が付けられていた。さらに稜堡間の水濠の切れ目を守るため、三角形の半月堡 (Ravelin) が11か所に設けられた。城壁の東西にある15の稜堡が充分な大きさで立てられた一方で、グラースブローク (de:Grasbrook) からエルベ川にまたがる南部の稜堡は小さ目に造られた。
町の西部、エルベ川の岸には、いわゆる角堡 (Hornwork) が建てられている。この前進した防衛施設は、敵軍を本来の防塁から隔てる役割があった。同じ目的で1682年には星形のスカンス (Sconce (fortification)) が追加され、その形跡をハンブルクの地名（シュテルンシャンツェ (de:Sternschanze) ）に留めている。これは1805年、爆破された。
城壁を補完したのは町を囲み、外側に向かって下り坂を形成する斜堤 (Glacis) である。なお各防衛施設には、合わせてほぼ300門に上る大砲が配備された。
町の成長を見越し、この城壁は当時のハンブルク（現在のハンブルク旧市街）の他、同じくらいの広さの隣接地を囲んでいた。ここに出来たのが、現在のハンブルク＝ノイシュタット (de:Hamburg-Neustadt) 区である。城壁と稜堡は梯子で乗り越えられないよう芝で覆われ、尖った逆茂木を打ち込まれた。

## 10年間の発展
これらの防衛施設を建設するため、ハンブルクは10年間で市の年収の1/4を費やさなくてはならなかった。そして1624年には、工事がほぼ完成する。複数の要塞を建築していれば、費用は幾倍にもなったであろう。また、防衛施設への投資はすぐに報われた。30年戦争の間、ハンブルクは神聖ローマ帝国で被害を免れた数少ない町の一つとなったのである。その防衛施設は重厚だったので、同戦争を通じて攻城戦が試みられたことは一度もなかった。これによって、町は安全な場所と見なされたのである。その間に数多くの避難民が流入し、町の人口は著しく増加した。

## 市門
城壁を貫くのは町への入り口、すなわち市門である。ミラーン門 (de:Millerntor) とダム門 (Dammtor) は町の西側で、シュタイン門 (de:Steintor (Hamburg)) は東側で防衛施設の通過を許していた。ザント門（Sandtor）とブローク門（Brooktor）はエルベ川に通じていた。後には、さらなる通路（ハーフェン門（Hafentor）、ズィーヴェキンク広場（Sievekingplatz）のホルステン門（Holstentor）、クロースター門（Klostertor）およびダイヒ門（Deichtor））が開いている。

## 拡張

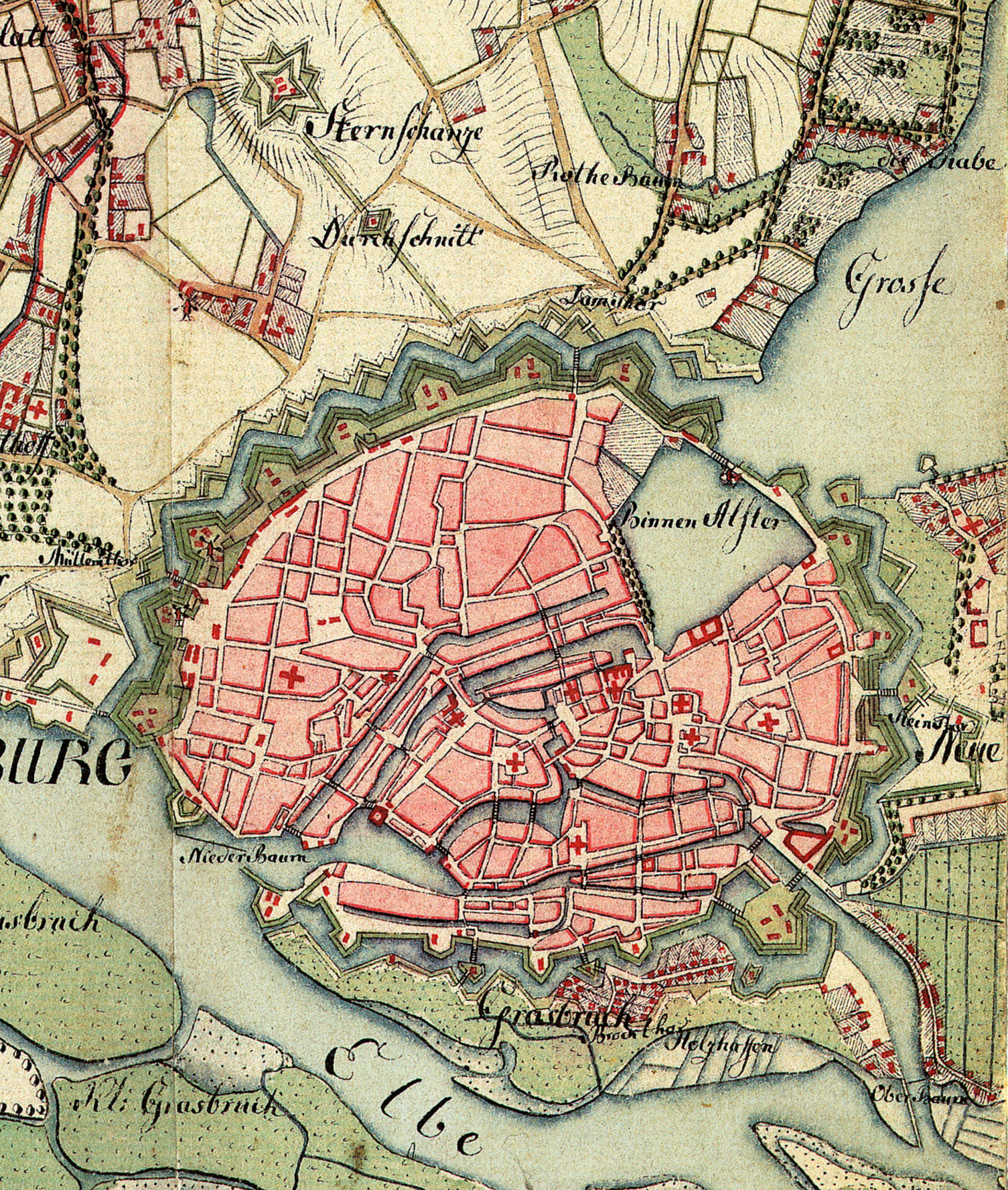
1790年の地図に見る城壁。

同様の城壁、いわゆる「ノイエ・ヴェルク（Neue Werk、新しい堡塁）」が1697年、「城外の」ザンクト・ゲオルク (St. Georg, Hamburg) に建てられた。現在のゼックスリンクスプフォーテ（Sechslingspforte）とヴァル通り（Wallstraße）に沿う土地は、後のザンクト・ゲオルク・アスクレピオス診療所（AK St. Georg）とベルリン門 (de:Berliner Tor (Hamburg)) のSバーンおよびUバーン駅を建設する場所として活用された。その他、ベルリン門の形跡を残す地名としてベルリーナートーアダム（Berlinertordamm、ベルリーナー・トーア駅の施設をまたぐ橋）がある。またリューベック門も、リューベッカートーアダム（Lübeckertordamm）にその名を残している。ゼックスリンクスプフォーテは、アルスター湖付近へ抜ける際の通行料にちなむ名前である。

## 城壁の守りに支えられた発展と、緑地への転換

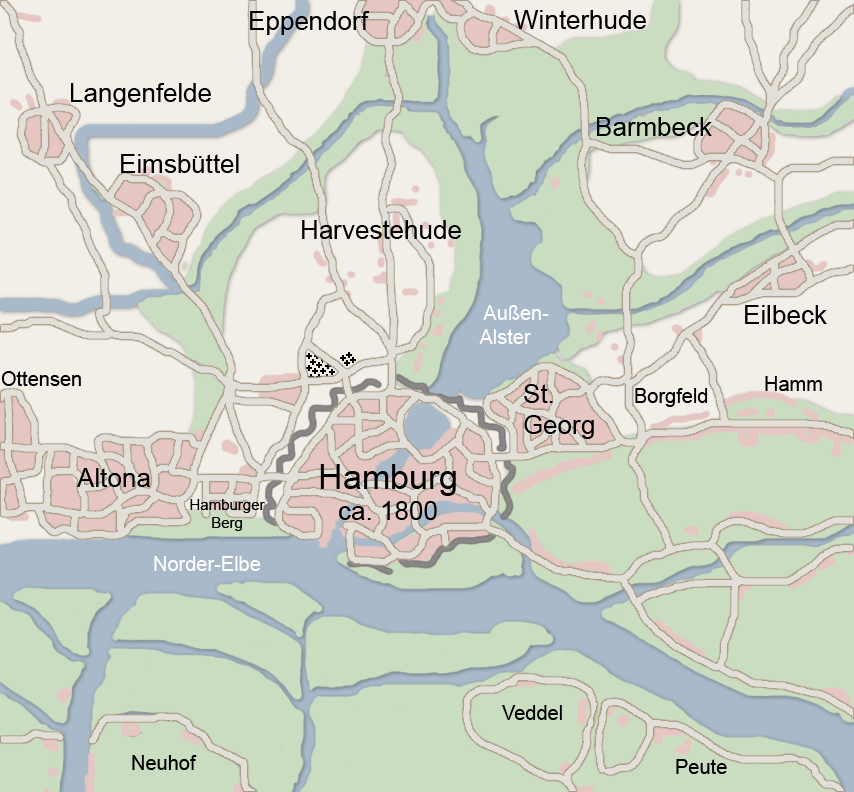
1800年頃のハンブルクとその近郊。

城壁に守られ、ハンブルクは17世紀から18世紀にかけてヨーロッパでも有数の貿易都市に成長する。
著しい人口の増加は、城壁の内側でますます立地および住居事情を悪化させていった。その改善策や、成長する近郊との交流は1798年以降、段階的な市門閉鎖 (de:Torsperre (Hamburg)) の導入に繋がった。閉門後は、通行料を支払わないと市内へ入れなくなったのである。
その中で、長く続いた経済成長は19世紀の初頭に中断する。当時、防衛施設群はすでに著しく老朽化していた。戦乱に巻き込まれないよう、1804年には城壁を公園に置き換えることが決まる。これらの防衛施設は、1806年にモルティエ元帥率いるフランス軍が侵攻し、町を占領した時には障壁として機能しなかった。そしてモルティエ元帥の後任、ベルナドット元帥の次に総督となったダヴー元帥の命令で、フランス軍は1810年にハンブルクの再要塞化に着手し、城壁を再建した。その際、ハンブルク市民は強制労働に従事させられている。
1814年、フランスによる占領 (de:Hamburger Franzosenzeit) は終わりを告げた。翌年、ハンブルクはドイツ連邦に参加する。政治状況の変化と市域拡大への配慮により、城壁は1820年から1837年にかけてイザーク・アルトマン (de:Isaak Altmann) の監督下、緑地へと転換された。
同じく古い市門も撤去され、新しく造り直された。市門の閉鎖は、すでに時代に合わないものとされて久しかったが、1860年まで廃止されなかったからである。
アルトマンが造った緑地は、当時のドイツ全土でも典型例とするに相応しい特徴を持つものとなった。しかし、それは早くも1840年代、ハンブルク＝ベルゲドルフ線 (Hamburg-Bergedorfer Eisenbahn) の敷設によって大いに失われる。何よりもハンブルク中央駅の建設（1898年-1906年）とそれに伴う鉄道関連施設の設置、また美術館やドイツ帝国郵便 (Reichspost) 管理局、関税総局（Generalzolldirektion）などの公共施設の建設は、泡沫会社乱立時代 (Gründerzeit) において緑地の東部に破壊的な悪影響を及ぼしている。ひとまず形を変えずに残ったのは、市の中心部の西側の緑地のみであった。

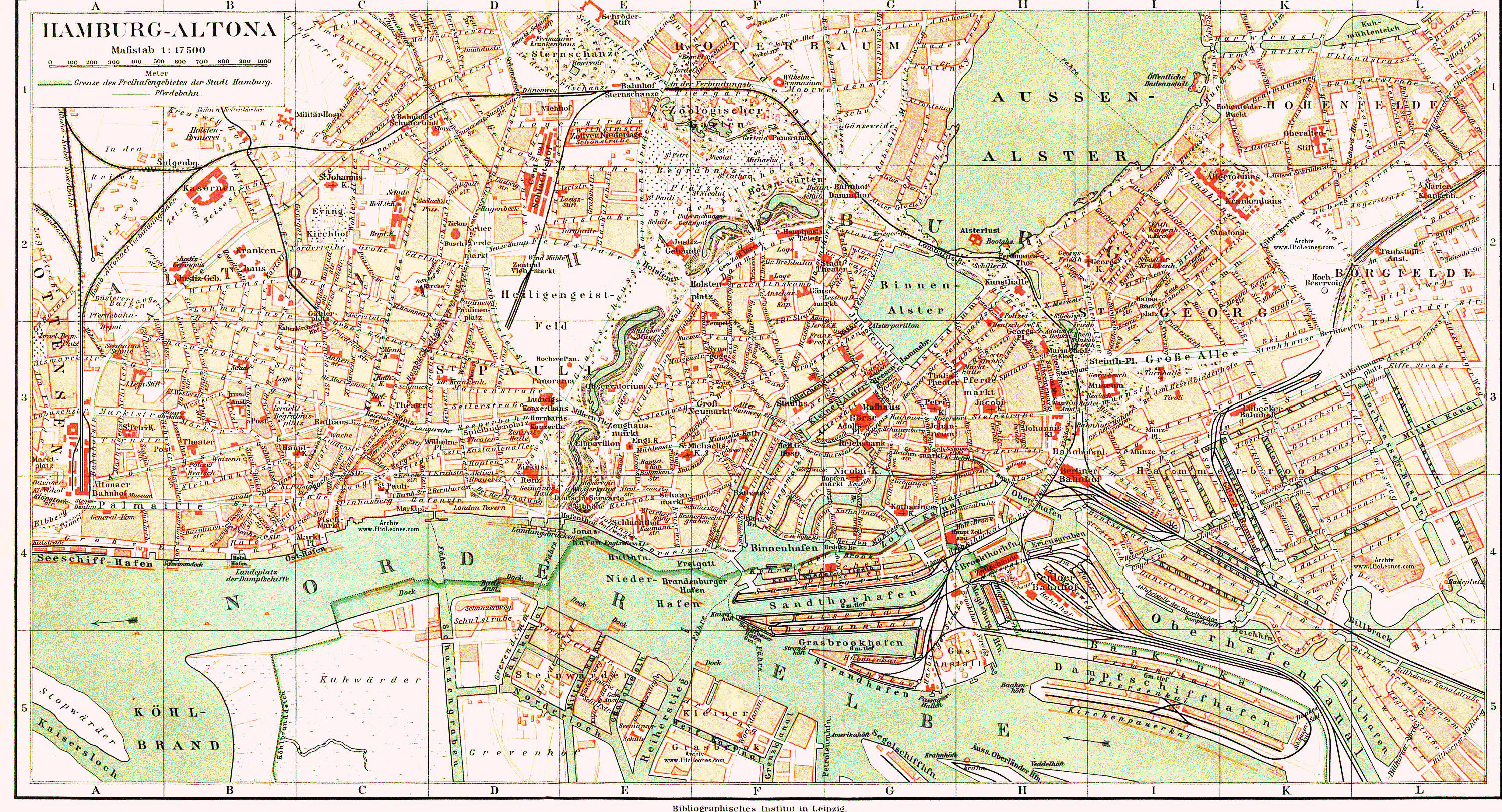
1892年のハンブルクの城壁。水濠の一部も描かれている。

第二次世界大戦中から、何より1945年のドイツ降伏直後に、城壁の非常に深い水濠は市中心と隣接する各地の瓦礫を捨てる場所として利用された。その結果、周辺の土地はかなり平坦になる。
1890年頃には維持されていた水濠も瓦礫の廃棄や、それに伴って必要になった改築工事により、シュテファンスプラッツ (de:Stephansplatz (Hamburg)) の旧植物園に残る一部を除いて姿を消した。ザンクト・ゲオルクのホルツダム（Holzdamm）にもシティー＝Sバーン（City-S-Bahn）が敷設されるまでは、市の水濠の一部が残されていた。これは「哲学者の泉（Philosophenteich、フィロゾーフェンタイヒ）」と名付けられていたが、今ではかつてフィロゾーフェンヴェーク（Philosophenweg）と呼ばれた、線路と平行に走る歩行者道しか残っていない。
かつては城壁の西側部分であった場所の、現在の光景は概ね1963年と1973年に開催された、国際園芸博覧会に由来する。

## 現在の城壁
現在、昔の城壁は「大城壁（Große Wallanlagen）」、「小城壁（Kleine Wallanlagen）」と「旧植物園（Alter Botanischer Garten）」に分かれている。1963年の博覧会に際して、公園のこの部分は道路橋および（当初は一時的に設置された）屋根付きの通りによって、通過可能な公園へとまとめ上げられた。1986年以降、ミラーン門からダム門までの城壁は公式に「プランテン・ウン・ブローメン」 (Planten un Blomen) と名付けられている。
また唯一、部分的に残った稜堡は「ルドルフス稜堡（Rudolphusbastion、ルドルフスバスティオーン）」のみである。

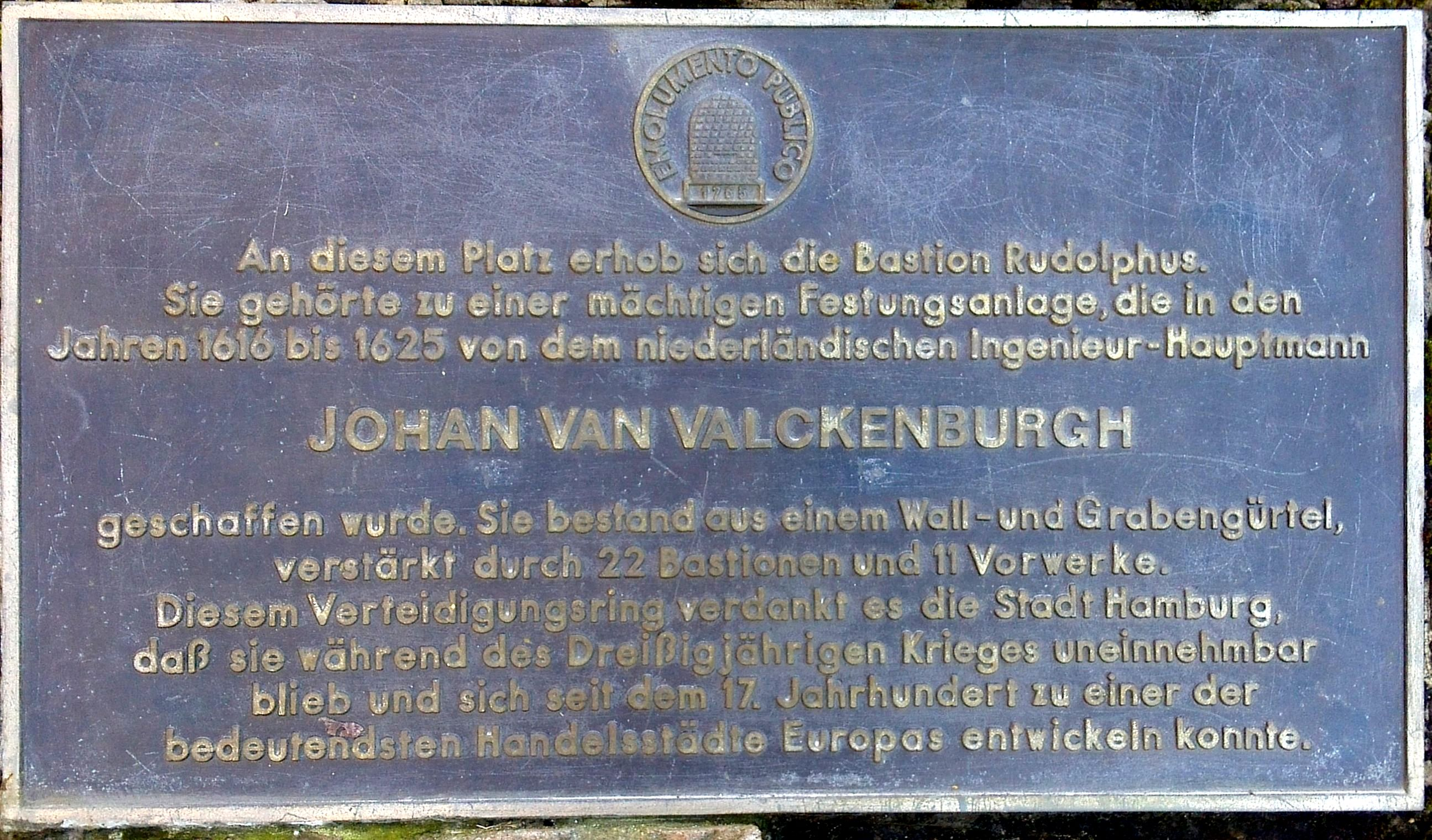
プランテン・ウン・ブローメンでは愛国社の銘版が、ルドルフス稜堡の位置を伝えている。

「カスパールス稜堡（Bastion Casparus、バスティオーン・カスパールス）」の上には1906年、ビスマルク記念碑 (Bismarck-Denkmal) が建てられた。
多くの通りの名前は、かつての城壁にちなんでいる。例えばホルステンヴァル（Holstenwall、「ホルステン城壁」）、ダムトーア（Dammtor、「堤防門」）、グロッケンギーサーヴァル（Glockengießerwall、「製鐘職人の城壁」）、ランゲ・ミューアレン（Lange Mühren、「長い壁」）、クルツェ・ミューアレン（Kurze Mühren、「短い壁」）、 クロースターヴァル（Klosterwall、「修道院城壁」）、ヒューナーポステン（Hühnerposten、「鶏の哨所」）、ミラーントーア（Millerntor、「粉屋門」）、クロースタートーア （Klostertor、「修道院門」）、ダイヒトーアプラッツ（Deichtorplatz、「堤防門の広場」）あるいはグラスィーショセー（Glacischaussee、「斜堤通り」）などである。またヨハン・ファン・ファルケンブルフの名を冠した通りもある。
ダムトーア駅と中央駅南部の間からダイヒトーアハレン（Deichtorhallen）までは、かつて城壁があった土地が長距離鉄道の乗り場に利用されている。同じく中央駅とアルトナ駅を結ぶ連絡線 (Hamburg-Altonaer Verbindungsbahn) もそのような場所に敷設された。